# Le viole
Le viole è un cortometraggio muto del 1908 diretto da Mario Caserini.

## Trama
Due bambine con la madre, di ricca famiglia, mentre passeggiano passano davanti alla casa di una povera pastorella che ha intorno a sé una grande quantità di viole; desiderosi di raccoglierle anche loro, la pastorella le conduce nel luogo dove crescono le viole. Il Natale successivo la povera pastorella si ammala e, quando torna la primavera e le due ricche bambine tornano a raccogliere le viole, si ricordano della pastorella e decidono di andare a trovarla. Entrano in casa e la trovano morente.

## Distribuzione
- Francia: dicembre 1908, come "La violette"
- Italia: 1908
- Regno Unito: gennaio 1908, come "Violets"
- USA: aprile 1909, come "Violets"